# Glen Toonga
Glen Mbeleg-Toonga, conosciuto come Glen Toonga (Londra, 17 marzo 1995), è un giocatore di football americano britannico, che gioca come runningback per i Nordic Storm.
Dopo aver giocato per la squadra universitaria britannica dei Southampton Stags, nel 2016 si trasferisce ai London Blitz e nel 2018 ai tedeschi Dresden Monarchs. Trascorre quindi una stagione nel campionato polacco ai Lowlanders Białystok per poi nel 2021 tornare in Germania agli Allgäu Comets e dall'anno successivo giocare in ELF, prima con gli Hamburg Sea Devils e poi con i Rhein Fire.

## Palmarès
- 2 ELF Championship (Rhein Fire, 2023, 2024)